# سیارک ۱۰۶۵۵
سیارک ۱۰۶۵۵ (به انگلیسی: 10655 Pietkeyser، نامگذاری:9535P-L) ده هزار و ششصد و پنجاه و پنجمین سیارک کشف شده‌است که در ۱۷ اکتبر ۱۹۶۰ کشف شد.